# 扎卡里·泰勒
扎卡里·泰勒（英語：Zachary Taylor，/ˈzækəɹi ˈteɪlɚ/；1784年11月24日—1850年7月9日），第12任美国总统、美國陸軍退役少將。

## 出生與家族
扎卡里·泰勒於1784年11月24日出生在維吉尼亞州的奧蘭治縣由他外祖父擁有的野兔林場，泰勒父母均受過良好教育。父親理查德·泰勒在美國獨立戰爭時曾任中校。泰勒是威廉·布魯斯特的後裔，一位普利茅斯殖民地的清教徒殖民主義領導者，一位五月花移民與五月花號公約的簽署人之一。而泰勒的第二個表哥是第四任總統詹姆斯·麥迪遜。
雖然扎卡里·泰勒和第10任總統約翰·泰勒都來自弗吉尼亞州，都是辉格党成员，且在政壇上活躍時間相近，但是兩人没有亲属或家族关系。

## 婚姻和家庭
泰勒的妻子瑪格麗特·麥克爾·史密斯也生長於邊區。他們在肯塔基邊區（當時屬弗吉尼亞）結識。兩人於1810 年在泰勒父親贈送的農莊上結婚。從此，瑪格麗特開始了東奔西走的隨軍生活，直到1841 年才在地方上定居下來，兩人有六個孩子。
他的一个女儿莎拉·泰勒（Sarah Knox Taylor）在16岁时，认识了后来成为美利坚联盟国的唯一一任总统的杰斐逊·戴维斯（时为军官）。莎拉并不顾泰勒的反对，在21岁时与杰斐逊结婚。 可惜的是婚姻只维持了三个月， 莎拉就因为疟疾而病故。

## 軍事生涯
他的家庭而後西遷到正在發展的肯塔基州路易維爾，在俄亥俄河附近定居。泰勒因環境偏遠而受較少正規教育，他早期的信件顯示出拼寫和語法能力的薄弱，且後世稱其手寫“近乎文盲”。
1803 年，泰勒18歲時，參加了肯塔基民兵團。以後，經表哥麥迪遜向時任傑佛遜總統推薦，於1808年5月3日任第七步兵團中尉，作為美國國會升任、以解決英國軍艦“豹”號登上並攻擊美艦“切薩皮克”號所產生的危機的軍官之一，泰勒在1811年7月調任到印第安纳领地的諾克斯堡和哈里森堡駐防，以在當地指揮官潛逃後維持軍隊秩序，在短短的幾個星期，他恢復了駐軍秩序，因而受州長威廉·亨利·哈里森稱讚。
在1812年戰爭爆發的同年9月印第安人攻打哈里森堡時負責防守，泰勒在肖尼部落領袖特庫姆塞所指揮的印地安人的攻擊下成功地保衛了哈里森堡，因而得到了重視，並在10月獲得了加銜（臨時）晉升為少校。而後他跟隨塞繆爾·霍普金斯（Samuel Hopkins）將軍作為兩次出征的助手：第一次攻到伊利諾伊州境內，第二次進軍到蒂珀卡努戰役的遺址，在當地的野貓溪之戰中被迫撤退。在1814年春天，班傑明·霍華德准將把其召回加入行動，在10月份他監督約翰遜堡的建設，為美國陸軍在上密西西比河流域的最後一個立足點。但在霍華德去世幾週後，泰勒被勒令放棄堡壘和撤退到聖路易斯。
戰爭結束後，國會於1815年3月通過法案，實施部隊裁員。泰勒的軍銜從少校降為上尉。泰勒因而辭職回到肯塔基州。1816 年，泰勒重任少校，在第三步兵團任職，受命到威斯康辛州（時稱密歇根领地）興建霍華德堡。1819 年 4 月，晉升中校並與總統詹姆斯·門羅共進晚餐。1821年後期，泰勒在埃德蒙·P·蓋恩斯的命令下帶領第七步兵團到路易斯安那州紅河附近的納斯托什，並在當地建立了傑瑟普堡，1822 年11月，接任路易斯安那的羅伯遜兵營指揮官，他在那裡停留承辦招聘人員事務到1824年2月，在1826年底，他轉任華盛頓特區一個陸軍委員會以鞏固和提高軍事組織。
1828年五月，泰勒被召回指揮在密歇根州的北部密西西比河地區（今明尼蘇達州）的斯內林堡，1829年又轉任指揮附近的克勞福德堡，在1832年四月泰勒晉升為第1步兵團上校，當時黑鷹戰爭已經開始爆發。泰勒在亨利·阿特金森指揮下整個夏季對抗由黑鷹領導的部隊。1832年八月戰爭的結束代表著美國擴大在該地區的勢力，在此期間，泰勒拒絕了未來成為美國南方邦聯總統當時還是中尉的傑佛遜·戴維斯對他17歲的女兒薩拉·諾克斯·泰勒的求婚。因為他知道跟隨一名軍人的家庭生活會是艱苦的。但1835年6月戴維斯和薩拉還是結婚，可三個月後她因前往拜訪戴維斯在路易斯安那州圣弗朗西斯维尔的妹妹時感染瘧疾過世。
在第二次塞米諾爾戰役進行時，泰勒於1837年11月奉調到佛羅里達後參加了這場戰爭。他在聖誕節戰役也是19世紀美國與印地安人最大的戰役中的奧基喬比湖大敗塞米諾爾印第安人，次年晉升為陸軍准將，統帥佛羅里達的美軍直到1840年夏。其間泰勒因提議進口古巴警犬以追捕印地安人而廣受譴責。他於1841年5月出任陸軍西部師師長且駐紮在阿肯色州，享受了平靜的幾年。

## 美墨戰爭
1845年，泰勒駐守在傑塞普堡。當時美國因兼併德克薩斯州問題而與墨西哥發生邊界糾紛。時任總統波爾克下令泰勒到主權爭議地區駐紮據點以防萬一。泰勒選擇駐紮科珀斯克里斯蒂後在當地擴充部隊等待命令。隔年3月，泰勒在波爾克未能與墨西哥談判後率領部隊3000人向前推進到格蘭德河，井立即著手修建要塞德克薩斯堡。4月25日，一支有1600人組成的墨西哥軍隊在德克薩斯堡附近襲擊了賽斯·B·桑頓率領的美軍偵察隊，美軍或死或被俘，無一倖免。象徵美墨戰爭的開始。泰勒率部援救墨軍圍攻下的美軍據點。5月8日，雙方進行互相炮擊，最後泰勒部隊獲勝。次日，美國步兵進行沖鋒包抄了墨軍左翼使之潰退。泰勒把該據點更名為布朗堡以紀念戰死的守軍司令布朗。這次戰鬥使泰勒名聲大振，成為名譽少將。5月13日美國對墨西哥正式宣戰。6月底，泰勒正式晉升為少將。9月，率部向墨西哥北部重要城市蒙特雷進攻。激戰三天后，墨西哥守軍將領屈服，提出要求停火八週，准許墨軍撤退。泰勒鑑於死傷慘重與供應線問題同意休戰，兩個月後，他率部進入蒙特雷。泰勒上述行動引來不少批評。11月他留守墨西哥北部，政府另派溫菲爾德·斯科特將軍攻打墨西哥城，並下令把泰勒大部分部隊及戰爭物資調歸斯科特將軍使用。墨西哥總統兼總司令獲悉泰勒兵力削弱，立即率全部兵力攻擊泰勒。1847年2月22日至23日雙方展開決戰。當時墨軍擁兵兩萬，泰勒部隊只有4700多人。經過兩天戰鬥，雙方精疲力竭，墨西哥軍隊堅持不下去，趁天黑後撤，使泰勒獲得了勝利。

## 當選總統
1848年大選時，一向反對進行對墨西哥戰爭的輝格黨看中了泰勒這位戰爭英雄。1848年6月7日，輝格黨在費城召開的第三次全國代表大會上提名泰勒為總統候選人。輝格黨說服了不情願的泰勒在1848年總統大選中領導選舉，儘管他的政治宗旨不明確，對政治也沒有興趣。民主黨於5月22日在巴爾的摩召開第五次全國代表大會，提名密西根州參議員劉易斯·卡斯為總統候選人。大選中泰勒獲選民136萬餘票，卡斯獲122萬餘票。卡斯由於民主黨內部分化，選票分散在正式候選人卡斯和自由土壤黨候選人－前總統馬丁·范布倫兩人身上。最後泰勒得選舉人票163張，卡斯得選舉人票127張，泰勒當選為美國第12任總統。
泰勒應於1849年3月4日宣誓就職，但那天是星期日，他基於宗教信仰的緣故而延至隔天，使身為參議院臨時議長的戴维·赖斯·艾奇逊在名義上代理了一天的總統職務。

## 任內與逝世
1848年代表辉格党當選总统。上任后，面对新州的奴隶制问题，他采取妥协政策，因而受到黨內不少反對奴隸制的批評，加深輝格黨的分裂。1850年7月4日，泰勒在參加華盛頓紀念碑奠基儀式時在炎日下中暑，亦有傳是因進食太多樱桃而患上急性腸胃病暴斃，5日後在白宮任所逝世。執政僅16個月，終年65歲。